# Андрієвський сільський округ (імені Габіта Мусрепова район)
Андрі́євський сільський округ (каз. Андреев ауылдық округі, рос. Андреевский сельский округ) — адміністративна одиниця у складі району імені Габіта Мусрепова Північноказахстанської області Казахстану. Адміністративний центр — село Андрієвка.
Населення — 1497 осіб (2021; 2466 у 2009, 2905 у 1999, 3670 у 1989).
2018 року було ліквідовано село Безпаловка.
Станом на 1989 рік існували Андрієвська сільська рада (села Андрієвка, Жанасу, Беспаловка) та Раїсовська сільська рада (село Раїсовка) колишнього Рузаєвського району.

## Склад
До складу округу входять такі населені пункти:
| Населений пункт    | Старі назви | Населення, осіб (1989) | Населення, осіб (1999) | Населення, осіб (2009) | Населення, осіб (2021) |
| ------------------ | ----------- | ---------------------- | ---------------------- | ---------------------- | ---------------------- |
| Андрієвка, село    | -           | 2010                   | 1525                   | 1409                   | 844                    |
| Жанасу, село       | -           | 201                    | 235                    | 107                    | 46                     |
| --Беспаловка, село | -           | 262                    | 224                    | 100                    | 1                      |
| Раїсовка, село     | -           | 1197                   | 921                    | 850                    | 606                    |